# Kungsbacka, Vanda stad
Kungsbacka (finska: Kuninkaanmäki) är en stadsdel i Vanda stad i landskapet Nyland. 
Kungsbacka ligger i östra Vanda vid gränsen till Sibbo kommun. Lahtisleden löper längs den västra sidan av stadsdelen. Kungsbacka är uteslutande ett bostadsområde; det finns ingen service i stadsdelen. En av de få sjöarna i Vanda, Hanaböle träsk med tillhörande friluftsområden, ligger i Kungsbacka, likaså industriområdet Hålatallen. 